# Mariano Constantino Homem
Mariano Constantino Homem (Casa da Ribeira, 24 de Outubro de 1797  — Angra do Heroísmo, 4 de Março de 1882) foi um presbítero e professor liceal, autor de algumas obras de cariz biográfico e histórico. Foi herdeiro e continuador da obra de Jerónimo Emiliano de Andrade, reeditando vários dos seus compêndios.

## Biografia
O padre Mariano Constantino Homem, foi vigário na freguesia das Fontinhas, concelho do Praia da Vitória. Quando se estabeleceu o Liceu de Angra do Heroísmo em Outubro de 1847 foi nomeado professor efectivo daquele estabelecimento de ensino, onde regeu as cadeiras de latim, latinidade e gramática portuguesa.
Em 1847 foi herdeiro do padre Jerónimo Emiliano de Andrade, procedendo à edição póstuma de parte da sua obra deixada inédita. Nas décadas seguintes reeditou vários dos compêndios daquele autor. Em 1879 vendeu os direitos sobre a obra de Jerónimo Emiliano de Andrade a João Gil.

## Obras publicadas
Entre outras é autor das seguintes obras:
- Oração recitada na nova Igreja de S. Theotonio da nova povoação das Achadas :  pelo Reverendo Padre Mestre Mariano Constantino Homem no dia 5 de novembro de 1843 em que teve lugar a benção e abertura da mesma igreja. Angra do Heroísmo : Typografia do Angrense, 1843 [reeditado na coletânea Teotónio de Ornelas : relatos de uma vida, pp. 165-176. Grémio Atlântico, Angra do Heroísmo, 2023].
- Pequena biographia histórica da vida do insigne padre Jeronymo Emiliano d'Andrade : primeiro commissario dos estudos deste districto e reitor do lyceo nacional d'Angra do Heroísmo. Angra do Heroísmo : Imprensa do Governo, 1848.
- Apontamentos posthumos do padre Jeronymo Emiliano d'Andrade para servirem de continuação à topographia da ilha Terceira [pref. de Mariano Constantino Homem]. Angra do Heroismo : Imprensa de J. J. Soares, 1850.
- Memoria dos sucessos produzidos pelos abalos de terra no mês de Junho de 1841, nalgumas freguezias desta ilha Terceira. Angra do Heroísmo, Impressão do Governo, 1852.
- Terramoto de 1841 que arrasou a Vila da Praia da Vitória (Terceira) in  Ernesto do Canto, Arquivo dos Açores. Ponta Delgada, vol. 14 (1927), p.574-576.